# Egegik River
Der Egegik River ist ein 45 Kilometer langer Zufluss des Beringmeers im Osten der Alaska-Halbinsel im Südwesten des US-Bundesstaats Alaska.

## Verlauf
Der Egegik River fließt vom Becharof Lake in nordwestlicher Richtung zur Bristol Bay. Gegenüber von Egegik mündet der King Salmon River von rechts in den Fluss. Dort beginnt das Ästuar des Egegik River, die Egegik Bay. 

## Freizeit
Der Egegik River ist ein bekanntes Angelrevier. Am Fluss befinden sich zwei Lodges. Es werden folgende Fischarten gefangen: alle fünf pazifischen Lachsarten, Arktische Äsche, Regenbogenforelle, Dolly-Varden-Forelle, Hecht und Wandersaibling.